# Энженьейру-Паулу-ди-Фронтин
Энженьейру-Паулу-ди-Фронтин (порт. Engenheiro Paulo de Frontin) — муниципалитет в Бразилии, входит в штат Рио-де-Жанейро. Составная часть мезорегиона Агломерация Рио-де-Жанейро. Входит в экономико-статистический  микрорегион Васорас. Население составляет 12 240 человек на 2006 год. Занимает площадь 139,008 км². Плотность населения — 88,1 чел./км².
Праздник города — 4 октября.

## История
Город основан 4 октября 1963 года. Назван в честь инженера Пауло де Фронтина.

## Статистика
- Валовой внутренний продукт на 2003 год составляет 91 811 548,00 реалов (данные: Бразильский институт географии и статистики).
- Валовой внутренний продукт на душу населения на 2003 год составляет 7522,45 реалов (данные: Бразильский институт географии и статистики).
- Индекс развития человеческого потенциала на 2000 год составляет 0,753 (данные: Программа развития ООН).

## География
Климат местности: горный тропический. В соответствии с классификацией Кёппена, климат относится к категории Cwa.